# Peter G. Ryan
Peter Geoffrey Ryan (* 31. August 1962 in Yorkshire, Vereinigtes Königreich) ist ein südafrikanischer Ornithologe und Naturschützer.

## Leben
Ryan wurde in England geboren und kam im Alter von zehn Jahren nach Südafrika. Er ging in Fish Hoek zur Schule und studierte dann Zoologie und Botanik an der Universität Kapstadt, wo er 1986 mit der Arbeit The incidence and effects of ingested plastic in seabirds über die Auswirkungen von Plastikgranulaten während der Nahrungsaufnahme bei Seevögeln zum Master of Science graduierte. 1992 wurde er an derselben Universität mit der Dissertation The Ecology and Evolution of Nesospiza Buntings über die Ammern von Tristan da Cunha zum Ph.D. promoviert.
Nach einer Postdoc-Phase an der University of California, Davis, wo er Lehrgänge in Ornithologie gab, kehrte er nach Kapstadt zurück, wo er 1993 zum akademischen Koordinator des Master-Programms in Naturschutzbiologie am Percy FitzPatrick Institute of African Ornithology ernannt wurde. Neben der Belastung der Seevögel durch die Plastikverschmutzung befasst sich Ryan vor allem mit dem Seevogelschutz. Er war Präsident von BirdLife South Africa und ist Mitherausgeber der Zeitschriften Antarctic Science und Bird Conservation International. Seit 1989 ist er ehrenamtlicher Naturschutzbeauftragter auf Tristan da Cunha und Mitglied der Tristan’s Biodiversity Advisory Group. Ryan verbrachte über ein Jahr auf der Insel Inaccessible, um die endemischen Ammern zu studieren, sowie Erhebungen über bedrohte Vögel durchzuführen und Kontrollprogramme gegen invasive Pflanzen durchzuführen. Ryan ist wissenschaftlicher Berater von African Birdlife, einem Magazin über Vögel, das von BirdLife South Africa herausgegeben wird.
Ryans Bibliografie umfasst 13 Bücher, über 450 peer-reviewed Artikel zu den Themen Belastung von Seevögeln durch Plastikverschmutzung, Seevogelbeobachtung und -schutz, Interaktionen zwischen Seevögeln und der Fischerei, Nahrungsökologie von Seevögeln und anderen Meeresräubern, Fortpflanzungsbiologie von Seevögeln, Seevögel im Allgemeinen, Vogelschutz, Inselbiologie, Restaurierung und Naturschutz, Vogelsystematik und Evolution, Auswirkungen der Energieinfrastruktur und den zugehörigen Strukturen, Biologie von Küstenvögeln und deren Schutz sowie 60 Buchkapitel, Managementpläne und Konferenzzusammenfassungen.
2004 war Ryan Mitverfasser des Kapitels über die Lerchen im neunten Band des und 2011 beim Kapitel über die Ammern im 16. Band des Handbook of the Birds of the World.

## Schriften (Auswahl)
- Atlas of the birds of the southwestern Cape, 1989
- Practical Birding, 2001
- Birds of Africa south of the Sahara, 2003
- Roberts’ Birds of Southern Africa, 2005
- Birdwatching in Southern Africa, 2006
- Field guide to the animals and plants of Tristan da Cunha and Gough Island, 2007
- The birds and other wildlife of Kirstenbosch, 2008
- Complete Photographic Field Guide: Birds of Southern Africa, 2009
- Marion and Prince Edward: Africa’s southern islands, 2010
- Chamberlain’s Birds of Africa south of the Sahara, 2010
- Sasol Birds of Southern Africa, 2011
- Kirstenbosch Birds and Other Wildlife, 2011
- Birds of Kruger Park, 2016
- Seabirds of southern Africa, 2017